# Half Moon (Film)
Half Moon (kurdisch: Nîwe Mang/Nîvê Heyvê; Alternativer Titel: Halbmond) ist ein Film von Bahman Ghobadi, der sowohl Drehbuchautor als auch Regisseur war, aus dem Jahr 2006. Halbmond ist eine Koproduktion der Länder Österreich, Frankreich, Iran und Irak. Der Film wurde durch das New Crowned Hope Festival in Auftrag gegeben. Das New Crowned Hope fand anlässlich des 250. Geburtstags von Mozart 2006 in Wien statt. Teile des Films sind durch das Requiem Mozarts beeinflusst.

## Handlung
Mamo, ein alter bekannter kurdischer Sänger aus dem Iran, plant mit seinen zehn Söhnen ein letztes Konzert in Erbil zu geben. Das Konzert soll ein Schrei nach Freiheit sein. Doch die Dorfältesten warnen Mamo davor und sagen, dass ihm ein Unheil passieren wird, wenn er die Reise antritt.
Doch Mamo, der für das Visum volle sieben Monate wartete, lässt sich nicht von der Reise abhalten. Unterwegs will Mamo die Sängerin Hesho mitnehmen, die mit anderen Frauen im Dorf der 1334 verbannten Sängerinnen lebt. Trotz Protest seiner Söhne nimmt er Hesho mit. Allerdings wird Hesho von der iranischen Grenzwache entdeckt und festgenommen, da Frauen im Iran nicht singen dürfen. Drei von Mamos Söhnen werden wegen fehlender Papiere ebenfalls zurückgeschickt. Die Reise erweist sich als lang und gefährlich. Unterwegs werden die Musikinstrumente zerstört und Mamo verliert immer mehr Söhne. Krank und ohne Instrumente und Sängerin resigniert Mamo. Hoffnung kommt mit dem Mädchen Nîwemang bzw. Palpalo. Sie will Mamo über die Türkei in den Irak bringen. Doch Mamo übersteht die Reise nicht und stirbt. Sein letzter Wunsch ist es tot oder lebendig zum Konzert zu kommen. Dies wird ihm erfüllt.

## Rezeption

### Erfolg
Der Film kam in mehreren europäischen Ländern in die Kinos. Fast 40.000 Kinobesucher wurden gezählt, davon über 17.000 in Spanien.

### Kritik
„Der sehr poetische, stellenweise mit bizarrem Humor inszenierte Film nähert sich auf vielschichtige und vielfältige Weise dem Thema ‚Grenzen und ihre Überwindung‘ an.“

## Auszeichnungen
- International Istanbul Film Festival 2007: Publikumspreis
- Festival Internacional de Cine de Donostia-San Sebastián 2006: Goldene Muschel, FIPRESCI-Preis, „beste Kamera“